# Kapitán lodi

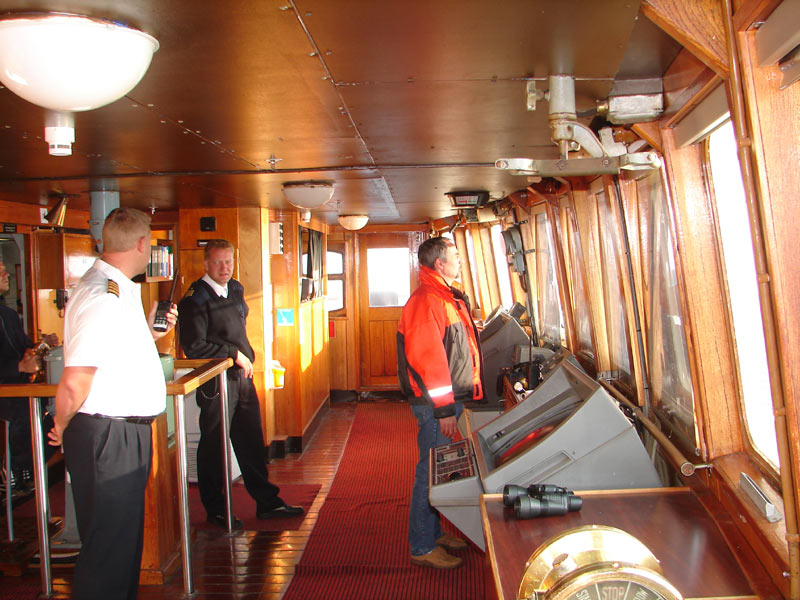
Kapitán, kormidelník a lodivod na můstku lodi.

Kapitán (kapitán lodi, kapitán plavidla, anglicky Captain nebo též Master) je tradiční a zároveň oficiální označení funkce kvalifikovaného vůdce některých typů plavidel, například lodí nebo ponorek. Nese celkovou odpovědnost za její provoz, zahrnující i odpovědnost za její technický stav, navigaci, posádku, náklad či pasažéry a ostatní osoby přítomné na její palubě, jakož i naplnění všech dalších požadavků plavebního práva, případně námořního práva mezinárodního i jednotlivých států, v jejichž přístavech či výsostných vodách se jemu svěřená loď vyskytuje, jakož i práva státu, v němž je plavidlo registrováno.

## V mezinárodním právu
Některá práva a povinnosti námořních kapitánů upravuje například Úmluva Organizace spojených národů o mořském právu. Podle této úmluvy musí být každá loď řízena kapitánem, který má odpovídající kvalifikaci v námořnickém umění a a je plně obeznámen s platnými mezinárodními předpisy týkajícími se bezpečnosti života na moři, předcházení srážkám, ochrany mořského prostředí, včetně předcházení, omezování a kontroly jeho znečišťování, a zajištění řádného rádiového spojení. Státy jsou povinny zajistit, aby kapitáni lodí plujících pod jejich vlajkou jednali v souladu s těmito zásadami:
- poskytnout pomoc jakékoli osobě nalezené na moři, která se nachází v ohrožení života, pokud tak mohou učinit bez vážného ohrožení vlastní lodi, její posádky nebo cestujících;
- vyplout s největší možnou rychlostí na pomoc osobám, které se ocitly v nebezpečí a jejichž situace byla kapitánovi oznámena, pokud lze zásah rozumně očekávat;
- v případě srážky poskytnout pomoc druhé lodi, její posádce a cestujícím, a pokud je to možné, sdělit této lodi jméno vlastní lodi, její domovský přístav a nejbližší přístav, do něhož směřuje.

Podrobně výcvik a certifikaci kapitánů popisuje Mezinárodní úmluva o normách výcviku, kvalifikace a strážní služby námořníků (STCW).

## V českém právu

Obvyklé označení kapitána

### Námořní plavba
V právním řádu České republiky stanoví práva a povinnosti velitele námořního plavidla zákon o námořní plavbě a prováděcí předpisy k němu. Velitelem námořního plavidla se zde rozumí velitel lodi (kapitán) a velitel námořní jachty. Velitele námořního plavidla do funkce jmenuje a z ní odvolává provozovatel námořního plavidla. Velitele lodě, který nemůže z jakýchkoliv důvodů vykonávat svoji funkci, zastupuje první palubní důstojník. Velitel lodě a první palubní důstojník jsou povinni složit před Námořním úřadem kapitánský slib tohoto znění:
| „                               | Slibuji na svoji čest a svědomí, že při výkonu funkce velitele lodě zajistím všemi dostupnými prostředky bezpečnost posádky lodě, cestujících, nákladu a lodě, budu dodržovat a uplatňovat právní předpisy spojené s výkonem této funkce a budu dbát o čest státní vlajky lodě. | “ |
| — Vyhláška ministerstva dopravy | |   |

Všechny osoby na námořním plavidle jsou povinny řídit se příkazy velitele námořního plavidla vydanými v mezích jeho pravomoci. Jestliže podle velitele hrozí námořnímu plavidlu neodvratná zkáza, musí zajistit, aby byla učiněna všechna opatření k záchraně přepravovaných osob, posádky a k záchraně povinných listinných dokladů, cenností, map a pokladní hotovosti. Velitel je povinen opustit námořní plavidlo poslední.
Velitel lodi jako vrcholná autorita na plavidle pod státní vlajkou disponuje i jistými úředními a policejními pravomocemi. Například je povinen přijímat a evidovat stížnosti členů posádky lodě a přepravovaných osob, může provádět ověření pravosti podpisu a shody opisu nebo kopie s listinou, rovněž je oprávněn povolit či zakázat přítomnost živých zvířat na palubě. Při každém narození nebo úmrtí na palubě je povinen sepsat zápis a informovat o této skutečnosti zastupitelský úřad České republiky, který je nejblíže přístavu kam připluje, a také provozovatele plavidla. Není-li možný převoz mrtvého do nejbližšího přístavu, rozhodne velitel lodi po dohodě s lodním lékařem o pohřbu do moře. Rovněž v případě úmrtí ochraňuje majetek zesnulého a případně jeho závěť a taktéž může v mimořádných případech oddávat sňatečný obřad.
V případě spáchání trestného činu na palubě (který je podle trestního zákoníku posuzován jako trestný čin spáchaný na území ČR) vede velitel lodi vyšetřování a je v první řadě povinen učinit opatření k zabránění pokračování v trestné činnosti. Nebezpečné osoby může na nezbytně nutnou dobu nechat zavřít do lodní cely, nejdéle však po dobu plavby do nejbližšího přístavu. Následně je jeho úkolem vyslechnout osoby a provést zajištění důkazů. Ke každém provedeném úkonu sepíše protokol, který spolu s ním podepíše osoba, jíž se příslušný úkon týká. Protokoly spolu s předměty majícími vztah k trestnému činu odevzdá velitel námořního plavidla zastupitelskému úřadu České republiky, který je nejblíže přístavu kam připluje, kde také dojde k úřednímu předání pachatele.

### Vnitrozemská plavba
Český zákon o vnitrozemské plavbě užívá pro osobu, která vede a je způsobilá vést plavidlo nebo sestavu plavidel v provozu na vodní cestě, legislativní zkratku vůdce plavidla, a to jak pro velká, tak pro malá plavidla. Prováděcí vyhláška po novelizaci roku 2023 rovněž pojem kapitán již nezahrnuje. Zvlášť vyhláška pojmenovává funkce některých vůdců plavidel: převozník, vůdce malého plavidla a vůdce rekreačního plavidla. Vůdce plavidla oprávněný obsluhovat plovoucí stroj se nazývá strojmistr.

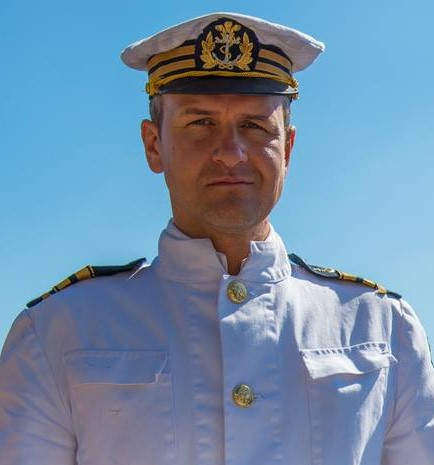
Štěpán Rusňák, kapitán říční plavby, někdejší výkonný ředitel společností Pražské Benátky a Pražská paroplavební společnost

Vyhláška, o pravidlech plavebního provozu, funkci kapitána také vůbec nezmiňuje, používá termínů vůdce plavidla a zavádí termín vůdce sestavy plavidel (vůdce sestavy).